# Tecnopolimero
I tecnopolimeri (o polimeri per ingegneria in inglese engineering plastics) sono polimeri dotati di elevate caratteristiche fisico-meccaniche (rigidità, tenacità, duttilità, lavorabilità, resistenza a temperature elevate, a carichi statici e dinamici e all'invecchiamento) tali da consentirne l'utilizzo in sostituzione dei metalli. I tecnopolimeri, principalmente termoplastici, presentano struttura cristallina o amorfa e possono diventare trasparenti se sottoposti a stiramento. In tempi recenti ha trovato largo utilizzo nell’industria bellica

## Esempi
I tecnopolimeri più conosciuti ed utilizzati sono :
- le poliammidi (PA)
- il policarbonato (PC)
- il polifenilenossido (PPO)
- il polibutilentereftalato (PBT)
- l'acrilonitrile butadiene stirene (ABS)
- le leghe PC/ABS
- il polietilene ad altissimo peso molecolare (UHMWPE)
- il nylon 6
- il nylon 6-6
- il politetrafluoroetilene (PTFE o Teflon)
- il polietilene tereftalato (PET)
- il polisolfone (PSU)
- il polieterchetone (PEK, PEEK)
- la poliimmide (PI)
- il poliparafenilensolfuro (PPS)
- il poliossimetilene (POM)